# Zuokou
Zuokou (kinesiska: 左口, 左口乡) är en sockenhuvudort i Kina. Den ligger i provinsen Zhejiang, i den östra delen av landet, omkring 120 kilometer sydväst om provinshuvudstaden Hangzhou. Antalet invånare är 6 986. Befolkningen består av 3 570 kvinnor och 3 416 män. Barn under 15 år utgör 12,0 %, vuxna 15-64 år 68 %, och äldre över 65 år 18,0 %.
Runt Zuokou är det ganska tätbefolkat, med 75 invånare per kvadratkilometer. Närmaste större samhälle är Qiandaohu, 13,9 km söder om Zuokou. I omgivningarna runt Zuokou växer i huvudsak blandskog.
Genomsnittlig årsnederbörd är 2 236 millimeter. Den regnigaste månaden är juni, med i genomsnitt 456 mm nederbörd, och den torraste är januari, med 80 mm nederbörd.